# Ópera Real Sueca
A Ópera Real Sueca ou Ópera Real de Estocolmo (em sueco: Kungliga Operan) é um teatro de ópera situado no centro de Estocolmo. Além de ópera, são apresentados também espetáculos de ballet e dança moderna, assim como alguns concertos.
A sua primeira representação foi em 18 de Janeiro de 1773, sob a égide do rei Gustavo III, na Stora Bollhuset em Slottsbacken. A sua primeira sede foi inaugurada em 1780. Este primeiro edifício foi utilizado durante um século, antes de ser substituído em 1898 pela atual edificação. O nome destas duas sedes tem variado numerosas vezes ao longo da história.
O antigo edifício foi encomendado por Gustavo III em 1775 e ficou concluído em 1782. Foi obra do arquiteto Carl Fredrik Adelcrantz. O rei nesta época era um mecenas típico do despotismo esclarecido.
Foi demolido em 1892 e substituído por um novo edifício desenhado por Axel Johan Anderberg e inaugurado pelo rei Óscar II da Suécia em 1899.
A Ópera Real Sueca é uma empresa de capital aberto, totalmente propriedade do estado sueco, sendo o seu chefe nomeado pelo governo.

## Conjuntos, artistas e lideranças artísticas
Cantores famosos que fizeram parte do conjunto da ópera incluem Jussi Björling, Gösta Winbergh, Nicolai Gedda, Peter Mattei, Jenny Lind, Birgit Nilsson, Elisabeth Söderström, Fritz Arlberg, Anne Sofie von Otter, Katarina Dalayman e Nina Stemme.
A orquestra da Ópera Real Sueca, a Orquestra Real Sueca, Kungliga Hovkapellet, remonta a 1526. Relatos reais de 1526 mencionam doze músicos, incluindo sopros e um timpanista, mas nenhum tocador de cordas. Consequentemente, a Royal Swedish Orchestra é uma das orquestras mais antigas da Europa.
Armas Järnefelt fez parte da equipe musical a partir de 1905, tornando-se maestro chefe entre 1923-1933 e 1938-1946. O Royal Swedish Ballet, Kungliga Baletten, foi fundado por Gustavo III da Suécia em 1773.
O atual gerente geral da Ópera Real Sueca é a mezzo-soprano sueca Birgitta Svendén. Atualmente, ela tem contrato no cargo até 2022. Em novembro de 2020, a empresa anunciou a nomeação de Michael Cavanagh como seu próximo diretor artístico, com vigência no verão de 2021, com contrato inicial de 5 anos. O mais recente maestro chefe da empresa foi Lawrence Renes, que ocupou o cargo de 2012 a 2017. Em janeiro de 2020, a Royal Swedish Opera anunciou a nomeação de Alan Gilbert como seu próximo diretor musical, a partir da primavera de 2021. Gilbert teve a primeira participação como convidado na empresa em 2012.